# Selezione della città organizzatrice dei VII Giochi olimpici invernali

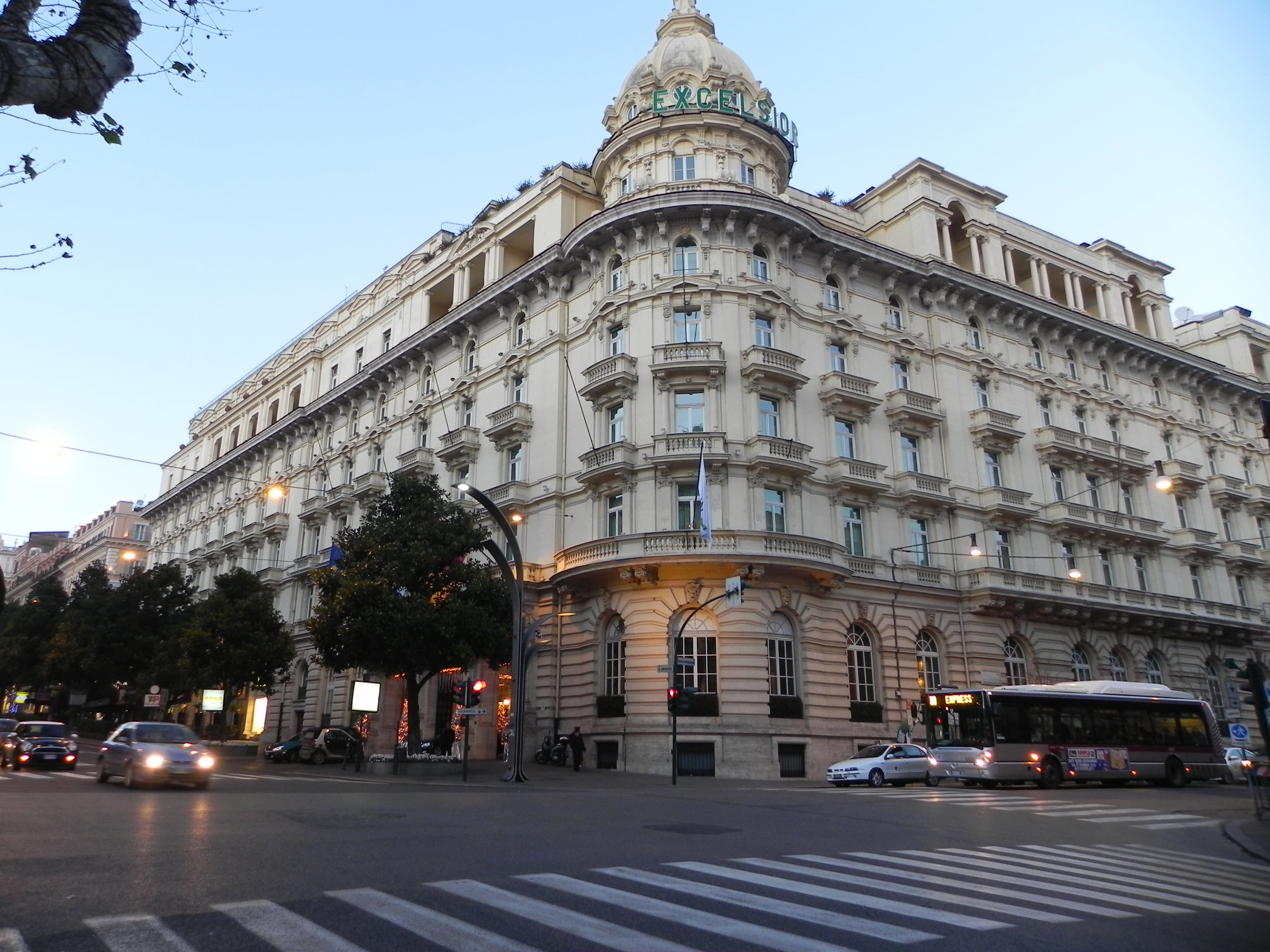
L'Hotel Excelsior a Roma, al cui interno furono assegnati dal CIO, nel 1949, i Giochi alla città di Cortina d'Ampezzo.

La selezione della città organizzatrice dei VII Giochi olimpici invernali, che si tennero nel 1956, avvenne durante la 43ª sessione del Comitato Olimpico Internazionale (CIO) riunitosi il 27 aprile 1949 a Roma, in Italia. La scelta è ricaduta sulla candidatura italiana di Cortina d'Ampezzo.

## Candidature

### Candidature Ufficiali
Le candidature ufficiali presso il CIO per organizzare i VII Giochi olimpici invernali furono quattro:
| Città             | Paese       | Comitato nazionale                   | Dettagli  | Risultato                     |
| ----------------- | ----------- | ------------------------------------ | --------- | ----------------------------- |
| Colorado Springs  | Stati Uniti | Comitato Olimpico degli Stati Uniti  | Dettaglio | Ammessa alla selezione finale |
| Cortina d'Ampezzo | Italia      | Comitato Olimpico Nazionale Italiano | Dettaglio | Ammessa alla selezione finale |
| Lake Placid       | Stati Uniti | Comitato Olimpico degli Stati Uniti  | Dettaglio | Ammessa alla selezione finale |
| Montreal          | Canada      | Comitato Olimpico Canadese           | Dettaglio | Ammessa alla selezione finale |

## Selezione finale
I VII Giochi olimpici invernali del 1956 furono assegnati il 27 aprile 1949, durante il 43º congresso del Comitato Olimpico Internazionale (CIO) svoltosi a Roma (nella stessa sessione venne selezionata anche la città che avrebbe ospitato i Giochi della XVI Olimpiade, sempre nel 1956, che fu l'australiana Melbourne). Nella sede congressuale, ospitata nei locali dell'Hotel Excelsior di Roma, vennero presentate le quattro candidature: Colorado Springs (Stati Uniti), Cortina d'Ampezzo (Italia), Lake Placid (Stati Uniti) e Montréal (Canada).
Cortina d'Ampezzo alla prima votazione ottenne nuovamente, dopo il 1944, di poter organizzare i Giochi olimpici invernali nel 1956: la sua candidatura prevalse, molto nettamente, sulle altre.
| Candidatura       | Paese       | Round 1 (voti) | Risultato    |
| ----------------- | ----------- | -------------- | ------------ |
| Cortina d'Ampezzo | Italia      | 31             | Assegnataria |
| Montreal          | Canada      | 7              | Eliminata    |
| Colorado Springs  | Stati Uniti | 2              | Eliminata    |
| Lake Placid       | Stati Uniti | 1              | Eliminata    |